# Acraea melanoxantha
Acraea melanoxantha är en fjärilsart som beskrevs av Sharpe 1891. Acraea melanoxantha ingår i släktet Acraea och familjen praktfjärilar. Inga underarter finns listade i Catalogue of Life.